# Ernst Pernicka
Ernst Pernicka (né le 5 février 1950 à Vienne) est un scientifique autrichien spécialisée dans l'archéométrie. Il est responsable depuis 2006, du Troia Project, une initiative financière privée dont le but sont les fouilles du site archéologique de Troie, en Turquie.

## Biographie
Ernst Pernicka étudie la chimie jusqu'en 1976 et complète se forme sur la technique de production des céramiques émaillés pendant le Moyen Âge en Iran et en Afghanistan. En 1987, il présente une thèse à l'université de Heidelberg sur les dépôts de minerai dans la Mer Égée. Il y reste comme assistant de recherche à l'Institut Max-Planck de physique nucléaire jusqu'à sa nomination comme professeur d'archéométallurgie en 1998.
Afin de préserver la qualité de l'éducation, qui a été menacé par des suppressions d'emplois et le manque de soutien de l'administration de l'université de Freiberg, Ernst Pernicka décide d'enseigner alors à l'Université de Tübingen, où de meilleures conditions d'enseignement lui ont été assurées.
Depuis 2004, il est professeur d'archéométrie à l'université de Tübingen.
Ses recherches récentes portent en particulier sur l'élaboration et l'application de méthodes scientifiques dans l'archéologie ainsi que l'émergence et la propagation de la métallurgie pendant la protohistoire et la préhistoire.
En 2006, il est nommé responsable des fouilles de Troie (à Hissarlik, en Turquie) et du site d'Udabno (dans la région de Kakhétie en Géorgie orientale).